# Глогово (Грачаць)
Глогово (хорв. Glogovo) — населений пункт у Хорватії, у Задарській жупанії у складі громади Грачаць.

## Населення
Населення за даними перепису 2011 року становило 11 осіб.
Динаміка чисельності населення поселення:

## Клімат
Середня річна температура становить 7,90 °C, середня максимальна – 21,83 °C, а середня мінімальна – -7,75 °C. Середня річна кількість опадів – 1185 мм.
| Клімат поселення                              | Клімат поселення | Клімат поселення | Клімат поселення | Клімат поселення | Клімат поселення | Клімат поселення | Клімат поселення | Клімат поселення | Клімат поселення | Клімат поселення | Клімат поселення | Клімат поселення | Клімат поселення |
| Показник                                      | Січ.             | Лют.             | Бер.             | Квіт.            | Трав.            | Черв.            | Лип.             | Серп.            | Вер.             | Жовт.            | Лист.            | Груд.            |                  |
| Середній максимум, °C                         | 5,65             | 6,54             | 9,47             | 13,49            | 18,24            | 21,59            | 21,83            | 21,62            | 17,60            | 13,40            | 8,37             | 4,51             |                  |
| Середня температура, °C                       | −1,06            | −0,14            | 2,77             | 6,79             | 11,54            | 14,90            | 17,29            | 17,06            | 13,04            | 8,85             | 3,81             | −0,04            |                  |
| Середній мінімум, °C                          | −7,75            | −6,84            | −3,92            | 0,09             | 4,84             | 8,20             | 12,72            | 12,50            | 8,48             | 4,30             | −0,75            | −4,6             |                  |
| Норма опадів, мм                              | 88               | 88               | 92               | 101              | 88               | 89               | 62               | 75               | 110              | 125              | 147              | 120              |                  |
| Середньомісячна швидкість вітру, м/с          | 2.39             | 2.56             | 2.69             | 2.63             | 2.39             | 2.12             | 2.07             | 1.97             | 2.14             | 2.30             | 2.58             | 2.68             |                  |
| Середньомісячна сонячна радіація, кДж/м²·день | 4882             | 7519             | 11132            | 15585            | 19525            | 21710            | 23553            | 20519            | 15205            | 9878             | 5365             | 4085             |                  |
| --------------------------------------------- | ---------------- | ---------------- | ---------------- | ---------------- | ---------------- | ---------------- | ---------------- | ---------------- | ---------------- | ---------------- | ---------------- | ---------------- | ---------------- |
| Джерело:                                      |                  |                  |                  |                  |                  |                  |                  |                  |                  |                  |                  |                  |                  |